# Театр Драматургів

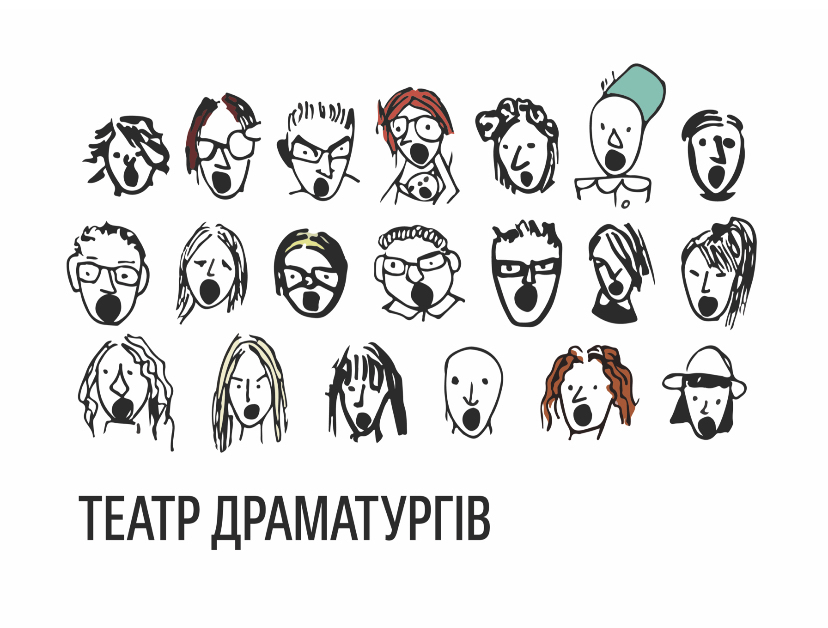
Театр Драматургів

Театр Драматургів (англ. Theater of Playwrights) - незалежний авторський театр у Києві, створений групою українських драматургів в 2020 році. Театр діє як платформа для презентації текстів, навчання та обміну досвідом драматургів та підвищення ролі автора в українському соціумі. Художнім керівником театру є Максим Курочкін. 

## Концепція
Театр Драматургів створювався як простір для панування живого щирого драматургічного тексту, звільненого від зашкарублих і комфортних театральних шаблонів; простір, де автори матимуть змогу напряму представляти свої смисли та месиджі, а авторський голос драматурга матиме пріоритет.
Театр Драматургів має свої принципи:
- Головна цінність театру – текст;
- Художнім керівником театру може бути тільки драматург;
- Запит публіки не є критерієм для вибору п’єс;
- Автор п’єси вибирає режисера або ставить виставу сам.[2]

«Ми знаємо, що багато глядачів ігнорують театри через сюжети, що вже були обіграні багато разів на всі лади. Ми переконані, що театри мають говорити про сучасне і наболіле. Ми впевнені, що українській новій драмі є що сказати світові. Ми прагнемо створити театр, який стане місцем становлення, зростання, спілкування, творчого пошуку і експерименту для сучасних українських авторів.» - Худрада Театру Драматургів 

## Засновники
Засновниками Театру Драматургів є:
- Павло Ар’є
- Олена Астасьева
- Ігор Білиць
- Наталія Блок
- Андрій Бондаренко
- Наталя Ворожбит
- Ірина Гарець
- Юлія Гончар
- Олена Гапєєва
- Оксана Гриценко
- Тетяна Киценко
- Анастасія Косодій
- Максим Курочкін
- Лєна Лягушонкова
- Євген Марковський
- Ольга Мацюпа
- Катерина Пенькова
- Оксана Савченко
- Людмила Тимошенко
- Віталій Ченський

## Діяльність Театру Драматургів після початку Повномасшабного вторгнення[3]
З початком повномасштабного вторгнення Театр Драматургів є одним з активних учасників проекту Worldwide Ukrainian play readings. Вже у березні 2022 року американський письменник, театральний критик і літературний перекладач Джон Фрідман звернувся до авторів Театру Драматургів з пропозицією написати короткі тексти про події початку Великої війни з метою представлення їх на театральних майданчиках в усьому світі. Перші 20 текстів розпочали цей процес, до якого згодом приєдналися інші українські драматурги. Зрештою ця ініціатива поширилася у понад 600 читань в 40 країнах світу.  311 текстів було перекладено 12  мовами.  
За текстами двадцяти авторів Театру Драматургів було видано збірник “Щоденник емоцій під час війни” за редакцією Джона Фрідмана у видавництві Laertess Press. Книжка увійшла в топ-50 найкращих книг року (21 позиція) США.